# František Xaver Škorpík
František Xaver Škorpík (16. října 1813 Zhoř u Jihlavy – 17. ledna 1890 Brno) byl moravský kněz a vlastenec.

## Život
Narodil se jako syn učitele. Navštěvoval německou školu v Jihlavě. Po gymnáziu nastoupil v Brně na studium bohosloví, kde jej učil mimo jiné František Sušil.
Zpočátku byl kaplanem v Jaroměřicích, poté byl povolán zpět do Brna k františkánům. Z gymnázia uměl německy, latinsky a italsky, nyní se naučil angličtinu a francouzštinu. Díky znalosti jazyků se stal žádaným překladatelem brněnských obchodníků, které navštěvovali jejich zahraniční kolegové. V roce 1847 byl povolán na faru v Bohdalicích, kde také učil děti rodiny Mannerů cizí jazyky. V roce 1859 byl poslán na faru do vedlejšího Kučerova. Posléze byl jmenován děkanem okresu bučovského a nakonec okresním školním inspektorem.
Roku 1846 vydal knihu Mluvnictví a zjevení, pojednávající o poměru vědy a víry. V roce 1854 vydal další knihu Missie tichomořské
V lednu roku 1890 se silně nachladil. Byl převezen do nemocnice u sv. Anny v Brně, kde za týden zemřel na zánět ledvin. Pohřben je na kučerovském hřbitově.